# Distrito de Fandriana
Fandriana es un distrito de la región de Amoron'i Mania, en la isla de Madagascar, con una población estimada en julio de 2014 de 207 077 habitantes.
Se encuentra ubicado en el centro de la isla, a poca distancia al sur de la capital nacional, Antananarivo.